# Westdeutsche Fußballmeisterschaft 1908/09
Die westdeutsche Fußballmeisterschaft 1908/09 war der siebte vom Westdeutschen Spiel-Verband organisierte Wettbewerb. Sieger wurde der FC München-Gladbach. In der Endrunde um die deutsche Meisterschaft erreichten die Gladbacher das Viertelfinale.
Mit Oberhessen wurde ein achter Bezirk eingerichtet. Die höchste Spielklasse wurde von 1. Klasse in A-Klasse umbenannt. In den acht Bezirken wurden zunächst Bezirksmeister ermittelt. Die Bezirksmeister ermittelten im K.-o.-System den westdeutschen Meister.

## Bezirksmeisterschaften

### Bezirk I Rheinischer Südkreis
| Pl. | Verein                   | Sp.           | S             | U             | N             | Tore          | Quote         | Punkte        |
| --- | ------------------------ | ------------- | ------------- | ------------- | ------------- | ------------- | ------------- | ------------- |
| 1.  | Bonner FV                | 10            | 7             | 1             | 2             | 024:120       | 2,00          | 15:50         |
| 2.  | Cölner BC 1901           | 10            | 6             | 2             | 2             | 041:190       | 2,16          | 14:60         |
| 3.  | Alemannia Aachen         | 10            | 6             | 0             | 4             | 031:150       | 2,07          | 12:80         |
| 4.  | Rhenania Cöln (N)        | 10            | 3             | 2             | 5             | 015:270       | 0,56          | 08:12         |
| 5.  | Cölner SpV (N)           | 10            | 3             | 1             | 6             | 014:370       | 0,38          | 07:13         |
| 6.  | Dürener FC Germania 1899 | 10            | 2             | 0             | 8             | 015:300       | 0,50          | 04:16         |
|     | Cölner FC 1899 a         | zurückgezogen | zurückgezogen | zurückgezogen | zurückgezogen | zurückgezogen | zurückgezogen | zurückgezogen |

| (N) | Aufsteiger |

### Bezirk II Rheinischer Nordkreis
| Pl. | Verein                | Sp. | S | U | N | Tore    | Quote | Punkte |
| --- | --------------------- | --- | - | - | - | ------- | ----- | ------ |
| 1.  | FC München-Gladbach   | 8   | 7 | 0 | 1 | 033:800 | 4,13  | 14:20  |
| 2.  | Düsseldorfer SV 04    | 8   | 6 | 0 | 2 | 024:130 | 1,85  | 12:40  |
| 3.  | Düsseldorfer FC 1899  | 8   | 4 | 1 | 3 | 016:210 | 0,76  | 09:70  |
| 4.  | Crefelder FC 1895 b   | 8   | 1 | 1 | 6 | 022:290 | 0,76  | 03:13  |
| 5.  | Düsseldorfer FK Union | 8   | 1 | 0 | 7 | 010:340 | 0,29  | 02:14  |

### Bezirk III Ruhr
| Pl. | Verein                          | Sp. | S | U | N | Tore    | Quote | Punkte |
| --- | ------------------------------- | --- | - | - | - | ------- | ----- | ------ |
| 1.  | Preußen Duisburg                | 10  | 9 | 0 | 1 | 044:140 | 3,14  | 18:20  |
| 2.  | Duisburger SpV                  | 10  | 9 | 0 | 1 | 044:120 | 3,67  | 18:20  |
| 3.  | Duisburger SV Viktoria 1899 (N) | 10  | 5 | 1 | 4 | 016:200 | 0,80  | 11:90  |
| 4.  | Essener TB                      | 10  | 4 | 0 | 6 | 012:230 | 0,52  | 08:12  |
| 5.  | VfvB Ruhrort 1900               | 10  | 1 | 1 | 8 | 014:430 | 0,33  | 03:17  |
| 6.  | Essener SV 1899                 | 10  | 1 | 0 | 9 | 011:270 | 0,41  | 02:18  |

| (N) | Aufsteiger |

#### Entscheidungsspiel
| Datum        |                  | Ergebnis |                | Austragungsort   |
| ------------ | ---------------- | -------- | -------------- | ---------------- |
| 7. März 1909 | Preußen Duisburg | 2:1      | Duisburger SpV | München-Gladbach |

### Bezirk IV Mark

#### Gruppe A
| Pl. | Verein                 | Sp. | S | U | N | Tore    | Quote | Punkte |
| --- | ---------------------- | --- | - | - | - | ------- | ----- | ------ |
| 1.  | SuS Schalke 96         | 6   | 6 | 0 | 0 | 026:400 | 6,50  | 12:0   |
| 2.  | BV Gelsenkirchen       | 6   | 4 | 0 | 2 | 015:700 | 2,14  | 08:40  |
| 3.  | Westfalia Herne (N)    | 6   | 1 | 1 | 4 | 005:280 | 0,18  | 03:90  |
| 4.  | FC Viktoria Dortmund c | 6   | 0 | 1 | 5 | 009:160 | 0,56  | 01:11  |

#### Gruppe B
| Pl. | Verein              | Sp. | S | U | N | Tore    | Quote | Punkte |
| --- | ------------------- | --- | - | - | - | ------- | ----- | ------ |
| 1.  | BV 04 Dortmund      | 6   | 5 | 1 | 0 | 031:700 | 4,43  | 11:10  |
| 2.  | Dortmunder FC 1895  | 6   | 3 | 0 | 3 | 028:120 | 2,33  | 06:60  |
| 3.  | Hammer FC 1903      | 6   | 1 | 2 | 3 | 005:170 | 0,29  | 04:80  |
| 4.  | Hagener FC 1905 (N) | 6   | 1 | 1 | 4 | 005:330 | 0,15  | 03:90  |

| (N) | Aufsteiger |

#### Entscheidungsspiele
Meisterschaft:
| Datum            |                | Ergebnis |                | Austragungsort |
| ---------------- | -------------- | -------- | -------------- | -------------- |
| 21. Februar 1909 | BV 04 Dortmund | 7:1      | SuS Schalke 96 | Dortmund       |

Abstieg:
| Datum           |                 | Ergebnis |                    | Austragungsort |
| --------------- | --------------- | -------- | ------------------ | -------------- |
| 22. August 1909 | Hagener FC 1905 | 3:2      | SC Westfalia Herne | Dortmund       |

### Bezirk V Berg
| Pl. | Verein                  | Sp. | S | U | N | Tore    | Quote | Punkte |
| --- | ----------------------- | --- | - | - | - | ------- | ----- | ------ |
| 1.  | BV Solingen 1898        | 10  | 8 | 1 | 1 | 038:160 | 2,38  | 17:30  |
| 2.  | SSV Elberfeld           | 10  | 6 | 2 | 2 | 025:140 | 1,79  | 14:60  |
| 3.  | BV Barmen               | 10  | 7 | 0 | 3 | 016:180 | 0,89  | 14:60  |
| 4.  | FC Solingen 95          | 10  | 3 | 1 | 6 | 018:230 | 0,78  | 07:13  |
| 5.  | FC Velbert 1902         | 10  | 3 | 0 | 7 | 016:220 | 0,73  | 06:14  |
| 6.  | Gräfrather BSC 1903 (N) | 10  | 1 | 0 | 9 | 012:320 | 0,38  | 02:18  |

| (N) | Aufsteiger |

### Bezirk VI Hessen
| Pl. | Verein              | Sp. | S | U | N | Tore    | Quote | Punkte |
| --- | ------------------- | --- | - | - | - | ------- | ----- | ------ |
| 1.  | Casseler FV         | 8   | 7 | 0 | 1 | 020:900 | 2,22  | 14:20  |
| 2.  | Borussia Fulda      | 8   | 7 | 0 | 1 | 014:300 | 4,67  | 14:20  |
| 3.  | BC Sport Kassel     | 8   | 3 | 1 | 4 | 011:170 | 0,65  | 07:90  |
| 4.  | FV Teutonia Cassel  | 8   | 2 | 1 | 5 | 010:190 | 0,53  | 05:11  |
| 5.  | Göttinger FC 1905 d | 8   | 0 | 0 | 8 | 000:700 | 0,00  | 0:16   |

#### Entscheidungsspiel
| Datum            |             | Ergebnis |                | Austragungsort |
| ---------------- | ----------- | -------- | -------------- | -------------- |
| 28. Februar 1909 | Casseler FV | 7:4      | Borussia Fulda | Göttingen      |

### Bezirk VII Ravensberg/Lippe
| Pl. | Verein                      | Sp. | S  | U | N  | Tore    | Quote | Punkte |
| --- | --------------------------- | --- | -- | - | -- | ------- | ----- | ------ |
| 1.  | FC Teutonia Osnabrück       | 12  | 10 | 0 | 2  | 044:120 | 3,67  | 20:40  |
| 2.  | Arminia Bielefeld           | 12  | 9  | 0 | 3  | 033:190 | 1,74  | 18:60  |
| 3.  | FC Osnabrück 1899           | 12  | 6  | 0 | 6  | 017:310 | 0,55  | 12:12  |
| 7.  | FC Olympia Osnabrück        | 12  | 5  | 1 | 6  | 018:240 | 0,75  | 11:13  |
| 8.  | VfB 03 Bielefeld e          | 12  | 4  | 2 | 6  | 014:130 | 1,08  | 05:19  |
| 6.  | Osnabrücker BSV 1905 f      | 12  | 3  | 1 | 8  | 013:260 | 0,50  | 0:24   |
| 7.  | Bielefelder SC Ravensberg g | 12  | 0  | 0 | 12 | 005:190 | 0,26  | 0:0    |

### Bezirk VIII Oberhessen
| Pl. | Verein           | Sp. | S | U | N | Tore    | Quote | Punkte |
| --- | ---------------- | --- | - | - | - | ------- | ----- | ------ |
| 1.  | Gießener SV 1900 | 4   | 3 | 0 | 1 | 008:700 | 1,14  | 06:20  |
| 2.  | FC Jahn Siegen   | 4   | 2 | 0 | 2 | 008:900 | 0,89  | 04:40  |
| 3.  | VfB Marburg      | 4   | 1 | 0 | 3 | 005:500 | 1,00  | 02:60  |

## Endrunde

### Viertelfinale
| Datum         |                       | Ergebnis |                  | Austragungsort   |
| ------------- | --------------------- | -------- | ---------------- | ---------------- |
| 14. März 1909 | Bonner FV             | 3:0      | Gießener SV 1900 | Cöln             |
| 14. März 1909 | Preußen Duisburg      | 8:5      | Casseler FV      | Düsseldorf       |
| 14. März 1909 | FC München-Gladbach   | 8:1      | BV Solingen 1898 | München-Gladbach |
| 14. März 1909 | FC Teutonia Osnabrück | 3:4      | BV 04 Dortmund   | Osnabrück        |

### Halbfinale
| Datum         |                     | Ergebnis |                  | Austragungsort |
| ------------- | ------------------- | -------- | ---------------- | -------------- |
| 21. März 1909 | BV 04 Dortmund      | 1:4      | Preußen Duisburg | Dortmund       |
| 21. März 1909 | FC München-Gladbach | 3:1      | Bonner FV        | Duisburg       |

### Finale
| Datum         |                  | Ergebnis  |                     | Austragungsort |
| ------------- | ---------------- | --------- | ------------------- | -------------- |
| 4. April 1909 | Preußen Duisburg | 2:3 n. V. | FC München-Gladbach | Duisburg       |